# Ароян, Леван Вахтангович
Леван Вахтангович Ароян (род. 27 апреля 1970, Тольятти, Куйбышевская область, РСФСР, СССР) — российский серийный убийца, совершивший не менее 5 убийств девушек с июля 1996 по 2 марта 2002 года на территории города Краснодар. Несмотря на тяжесть совершённых им деяний, Ароян избежал уголовного наказания в виде пожизненного лишения свободы. В 2003 году по определению коллегии Краснодарского краевого суда Леван Ароян был признан невменяемым, и ему было назначено принудительное лечение в психиатрической клинике. Дело Арояна вызвало общественный резонанс в Краснодаре.

## Биография

### Жизнь до убийств
Леван Ароян родился 27 апреля 1970 года на территории города Тольятти в семье армянского происхождения. Имел младшую сестру. В конце 1970-х годов его семья покинула Куйбышевскую область и переехала в Краснодар. Отец Левана — Вахтанг Ароян в советские годы занимался торговлей. В конце 1980-х годов после принятия закона «О кооперации в СССР», разрешившего кооперативам заниматься любыми не запрещёнными законом видами деятельности, в том числе и торговлей, Вахтанг Ароян занялся предпринимательской деятельностью и на этом поприще достиг больших успехов. Несмотря на это, Леван детство и юность провел в социально неблагополучной обстановке. Уже в раннем детстве он стал проявлять девиантное поведение и признаки психического расстройства. В марте 1981 года он был помещен в психоневрологический диспансер, где в ходе психиатрического освидетельствования у него была диагностирована параноидная шизофрения. Ароян учился в школе № 25 города Краснодара, где характеризовался отрицательно. Он вел физически активный образ жизни, однако не испытывал интереса к учебному процессу. Учителя отмечали, что он не обладал способностью логически мыслить, делать обобщения, имел проблемы с успеваемостью, неустойчивое внимание и не обладал усидчивостью. В середине 1980-х годов психическое состояние Левана резко ухудшилось. Будучи высокого роста и обладая атлетическим телосложением, Ароян начал демонстрировать агрессивное поведение по отношению к окружающим и проводить много свободного времени в обществе хулиганов и лиц, ведущих криминальный образ жизни. В 1986 году Леван Ароян совершил разбойное нападение на кондуктора трамвая, в ходе которого отобрал у него выручку, угрожая ножом. После ареста Ароян был подвергнут судебно-медицинской экспертизе, по результатам которой был признан невменяемым, после чего ему было назначено принудительное лечение в психиатрической клинике. Пройдя курс лечения, Ароян в 1988 году был освобожден и вернулся к родителям в Краснодар. В 1990 году он снова был арестован за совершение разбойного нападения, которое совершил вместе со сверстниками, однако в ходе судебно-медицинского освидетельствования он снова был признан невменяемым. Пройдя несколько курсов лечения, в начале 1990-х годов Ароян по результатам психиатрического освидетельствования был признан не представляющим опасности для общества и снова отпущен на свободу. Через несколько месяцев после освобождения Леван Ароян был арестован по обвинению в изнасиловании девушки, однако по причине наличия у него психического заболевания он в очередной раз был освобожден от уголовной ответственности. В середине 1990-х годов Леван Ароян познакомился с девушкой по имени Оксана, которая стала его сожительницей. С этого периода и вплоть до своего ареста Ароян работал на разных должностях в фирме своего отца, который являлся единственным человеком, кто мог повлиять на его психоэмоциональное состояние. Однако семейная жизнь для Левана Арояна не задалась. Любые неудачи приводили его в состояние гнева и ярости, вследствие чего в начале 1996 года его психическое состояние резко ухудшилось, и он стал испытывать проблемы с самоконтролем. С целью оказания психологической помощи Левану Оксана стала обращаться за помощью к его отцу Вахтангу, после чего между ними, несмотря на разницу в возрасте, начались интимные отношения. Узнав об этом, Леван Ароян расстался с Оксаной, после чего стал испытывать неприязнь по отношению к девушкам и женщинам и начал совершать убийства.

### Убийства
В период с лета 1996 по начало весны 2002 года Леван Ароян совершил не менее 5 убийств молодых девушек. При совершении всех преступлений Ароян продемонстрировал выраженный ему образ действия. В качестве жертв он выбирал девушек, которые в силу обстоятельств вынуждены были передвигаться на попутках. Своих жертв он искал на остановках общественного транспорта, расположенных в Краснодаре на улице «Вторая Линия». После того как ему удавалось посадить девушку в свой автомобиль, Ароян увозил ее в сельскую местность на окраину Краснодара, где предлагал жертве вступить с ним в половую связь за материальное вознаграждение. Своих жертв Леван Ароян убивал посредством удушения, но сексуальному насилию не подвергал. После совершения убийств Ароян забирал у своих жертв в качестве трофеев ювелирные изделия и другие мелкие вещи, не представляющие материальной ценности, однако корысть не являлась мотивом совершения преступлений.
Первое убийство Ароян совершил в июле 1996 года. Жертвой Арояна стала 27-летняя Виктория Шварлис, студентка Кубанского государственного аграрного университета, которая в день убийства торопилась домой после окончания занятий. Посадив девушку в автомобиль, Леван отвез ее на окраину города, где предложил ей заняться сексом. Получив отказ, Леван предложил ей заплатить за оказание сексуальных услуг, на что она ответила согласием, после чего он задушил ее. Убив девушку, Леван Ароян нарисовал на ее щеке губной помадой круг с горизонтальными и вертикальными полосами, который стал его своеобразной меткой при совершении последующих убийств, после чего облил бензином тело и поджег. Обгоревшие останки Виктории Шварлис были обнаружены 24 июля того же года.
Через несколько недель Ароян совершил второе убийство. Жертвой Арояна стала Елена Черноиванова. Леван вывез девушку в поселок Лорис, где задушил и сбросил труп на берегу местного оросительного канала. Тело Черноивановой, как и тело предыдущей жертвы, он облил бензином и поджег.
Спустя год, осенью 1997 года, действуя по той же схеме, Ароян посадил в свой автомобиль Елену Федулову. Он отвез девушку на Славянское кладбище Краснодара, где, убедившись в отсутствии людей, совершил на нее нападение, в ходе которого задушил. Лицо убитой он разрисовал губной помадой и нарисовал тот же круг с вертикальными и горизонтальными полосами.
В период с 2000 по 2001 год жертвами Левана Арояна стали две студентки одного из Краснодарских университетов (один из эпизодов был квалифицирован как «оставление в опасности»).
Последней жертвой Левана стала 18-летняя Татьяна Крижд, которую он, как и предыдущих жертв, задушил ремешком от ее сумки в центре Краснодара, на углу улиц Гудимы и Ленина, после того, как она отказалась заниматься с ним сексом, но якобы изменила свое решение после того, как он ей предложить заплатить деньги за оказание интимных услуг. После совершения убийства Татьяны Крижд Леван Ароян по неустановленной причине отошел от выбранного им образа действия. Убив девушку, он забрал из ее сумочки паспорт и явился с ним в ее квартиру, где отдал его бабушке Татьяны и заявил, что нашел его на улице Селезнева. На следующий день бабушка убитой девушки Нина Крижд обратилась в милицию, где на основании ее показаний была совершена попытка составления фоторобота Левана Арояна, однако Нина Крижд не запомнила детали внешности Арояна. Тело Татьяны Крижд было обнаружено через несколько дней после убийства в дренажной канаве на расстоянии 35 километров от Краснодара на территории поселка Знаменский. На ее лице, как и на лицах предыдущих жертв, Ароян нарисовал губной помадой круг с горизонтальными и вертикальными полосами.

### Арест, следствие и суд
Так как все девушки были замечены в последний раз живыми на улице Вторая Линия, сотрудники милиции с целью поиска подозреваемого опросили всех водителей общественного транспорта, таксистов и лиц, работавших в непосредственной близости от расположения остановок в периоды исчезновения девушек, однако результатов это не дало. Помимо этого, с целью поймать преступника на «живца» переодетые сотрудники милиции из числа девушек и женщин в течение нескольких недель изображали девушек-студенток и в попытке уехать с остановок общественного транспорта останавливали проезжающие автомобили частных лиц или таксистов, однако к разоблачению Левана Арояна это не привело.
4 декабря 2001 года была создана следственно-оперативная группа для расследования обстоятельства этих убийств, руководителем которой был назначен прокурор-криминалист прокуратуры Краснодарского края Владимир Хан. Леван Ароян попал под внимание правоохранительных органов в марте 2002 года через несколько дней после совершения убийства Татьяны Крижд. Помимо ювелирных изделий, Ароян похитил у убитой девушки ее мобильный телефон, с помощью которого сделал несколько телефонных звонков своему отцу и бывшей сожительнице Оксане. Во время проверки детализации звонков следователи установили местонахождение Оксаны и Вахтанга Арояна, после чего за ним было организовано милицейское наблюдение. В ходе расследования убийства Татьяны Крижд также было установлено, что офис фирмы Вахтанга Арояна «ОАО Крайбыткомплект» располагался в одном здании вместе с аудиторской фирмой «Аудит-Альянс», где работала Татьяна Крижд, после чего основным подозреваемым в совершении серии убийств стал Вахтанг Ароян. Однако вскоре он был исключен из числа подозреваемых, так как имел алиби на все даты совершения убийств и сумел это подтвердить. В этот период Вахтанг Ароян связался с Виталием Шамраевым, старшим оперуполномоченным уголовного розыска УВД Краснодара, и заявил, что Леван стал свидетелем того, как Татьяна Крижд перед своим исчезновением садилась в автомобиль марки «Жигули» белого цвета. Однако на встрече со следователями Леван Ароян не смог ответить на ряд уточняющих вопросов, вследствие чего его показания были подвергнуты сомнению, и он был уличен во лжи, вследствие чего вскоре сам стал основным подозреваемым. В течение нескольких последующих дней сотрудники следственного комитета изучали детали его биографии, после чего вызвали на повторный допрос, в ходе которого пошли на хитрость. Во время допроса следователи сумели убедить Левана Арояна в том, что против него существуют очевидные доказательства его виновности в совершении убийства Татьяны Крижд, после чего под давлением следствия он признался в совершении ее убийства и в убийствах других девушек.
Ароян во время допросов заявил, что основным мотивом совершения убийств стала мизогиния, так как он имел сложности в отношениях с девушками, страдал эректильной дисфункцией и считал себя т. н. «санитаром общества», избавляющим его от маргинальных элементов, в число которых входили женщины, занимающиеся проституцией и имеющие низкие морально-нравственные ценности. 
Настоящее количество жертв Арояна стало предметом многочисленных споров. Во время допросов Ароян сотрудничал со следствием и активно способствовал раскрытию преступлений. Он подробно рассказывал о совершении убийств и в мельчайших деталях описывал внешность убитых девушек, цвет волос, предметы одежды и обстоятельства их личной жизни. В конечном итоге Леван Ароян дал признательные показания в совершении 17 убийств и требовал, чтобы представители прокуратуры Краснодарского края предоставили ему для визуального опознания фотографии всех девушек, которые пропали без вести или были найдены убитыми в период с лета 1996 года по март 2002 года. Осенью 2002 года Леван Ароян в ходе следственных экспериментов указал следователям несколько мест, где им были сброшены тела некоторых жертв. Так как в ряде эпизодов после совершения убийств прошло несколько лет, в местах, указанных Арояном, были обнаружены лишь скелетированные останки, но не было никаких очевидных улик, свидетельствующих о том, что убийства были совершены именно им. В конечном итоге Левану Арояну было предъявлено обвинение в совершении всего лишь 5 убийств и 1 эпизода с оставлением в опасности на основании только лишь его признательных показаний. В совершении других убийств ему не было предъявлено обвинений, несмотря на то, что он продемонстрировал преступную осведомленность и знал информацию, которая была известна только следствию и преступнику. Представители прокуратуры Краснодарская края впоследствии заявили, что в действительности Ароян мог быть ответственен за совершение более 20 убийств.
В начале 2003 года адвокаты Арояна подали ходатайство о проведении судебно-медицинской экспертизы, которое было удовлетворено. В феврале того же года он покинул Краснодар и был этапирован в Москву, где в течение нескольких недель проходил психиатрическое освидетельствование в Государственном национальном центре социальной и судебной психиатрии имени Сербского, по результатам которого 18 февраля 2003 года был признан невменяемым. На основании этого в апреле 2003 года по определению коллегии Краснодарского краевого суда Леван Ароян был освобождён от уголовной ответственности и направлен на принудительное лечение в психиатрическую клинику с интенсивным наблюдением.
До 2006 года Ароян проходил лечение в Орловской областной психиатрической больнице. По состоянию на 2025 год, по данным издания «Вечерняя Москва», Ароян находится в психиатрической больнице в посёлке Новый, по словам из окружения маньяка: «заколотый, можно сказать, он овощ».

## В массовой культуре
- Документальный фильм «Кубанский душитель» из цикла «Цена любви» (2005)
- Документальный фильм «Ядовитая любовь» из цикла «Вне закона» (2006)